# Schakelende voeding

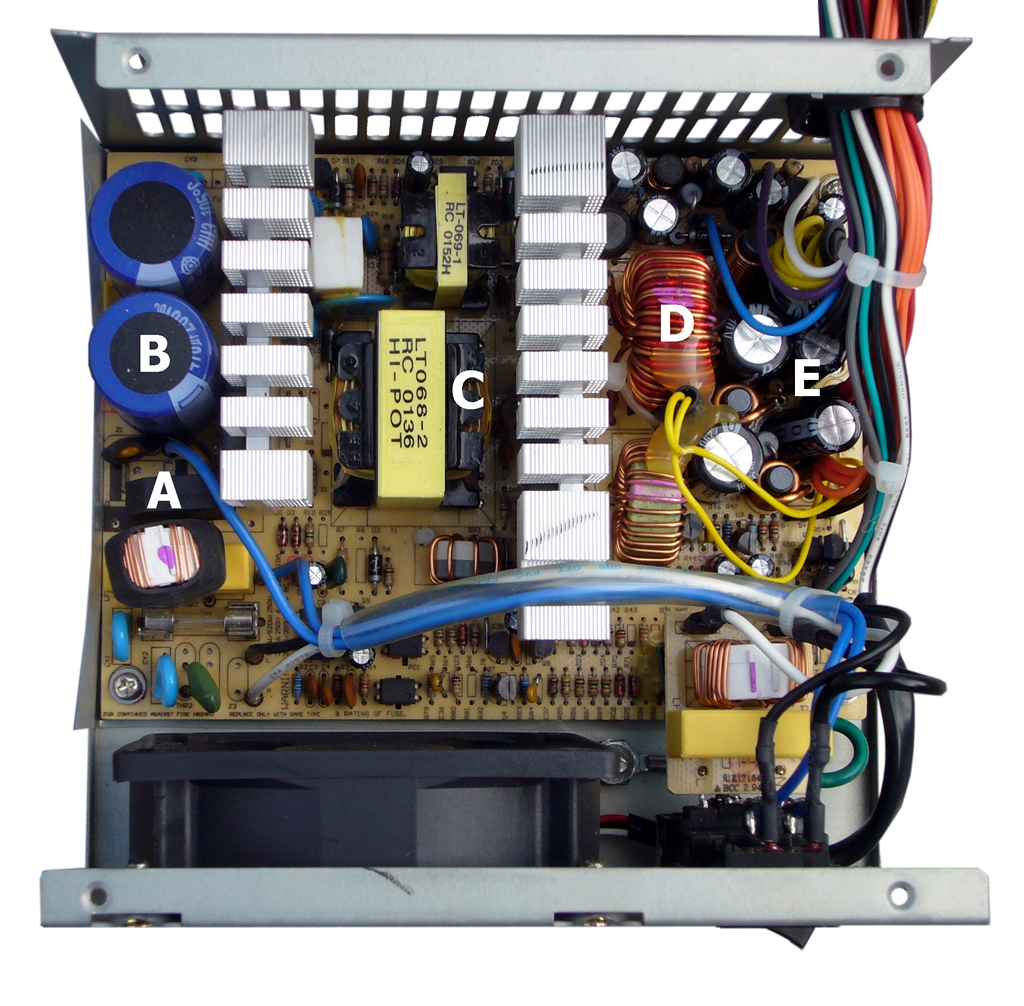
Schakelende voeding voor pc (ATX):
A - bruggelijkrichter
B - afvlakcondensatoren in
C - transformator
D - uitgangsspoel
E - afvlakcondensatoren uit
Dit is een voeding van het forwardconvertertype

Schema van een flybacktype schakelende voeding
Vi = (gelijkgerichte en afgevlakte) ingangsspanning
S = schakeltransistor
L = transformator
D = secundaire gelijkrichtdiode
C = secundaire afvlakcondensator

Flybackvoeding met twee uitgangen. De spanning wordt aan de primaire zijde gemeten, uit deze hulpwikkeling kunnen ook de primaire regel- en pulsopwekkingscircuits gevoed worden. De schakeling start door voeding met een serieweerstand uit de gelijkgerichte netspanning te voeden (deze weerstand is heel hoogohmig en geeft bijvoorbeeld 0,3 watt verlies).

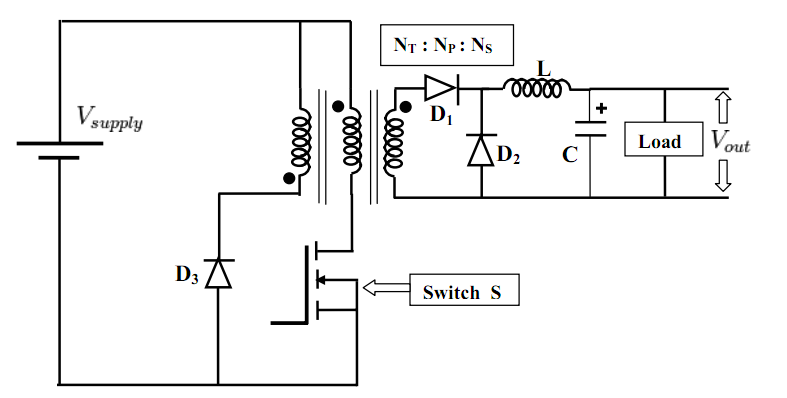
Schema van een forwardconvertertype schakelende voeding
Vsupply = (gelijkgerichte en afgevlakte) ingangsspanning
Switch S = schakeltransistor
D1 = gelijkrichtdiode
D2 = Vrijloopdiode
L = secundaire afvlakspoel
C = secundaire afvlakcondensator
D3 = demagnetiseringsdiode

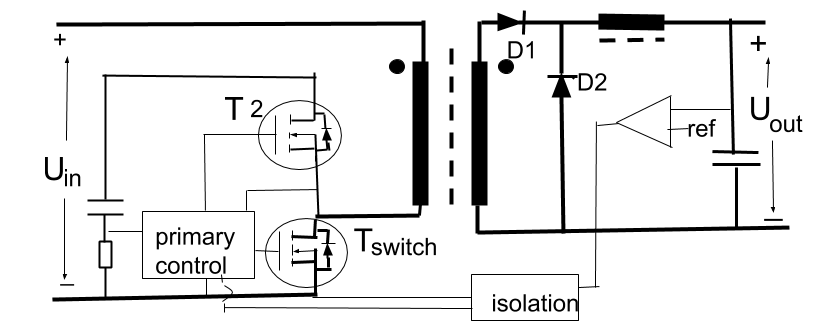
Forwardconverter met actieve clip
U_in = ingangsspanning
T_switch = schakeltransistor
T2 = demagnetiseringstransistor (hulp-MOSFET)
D1 = secundaire gelijkrichtdiode
D2 = secundaire vrijloopdiode
primary control = primair regelcircuit
isolation = isolatie tussen primair en secundair regelcircuit
ref = referentiespanning secundaire uitgangsspanning

Sperspanning over de schakeltransistor (rood) en arbeidscyclus van geleiding van de schakeltransistor (blauw), als functie van de ingangsspanning, bij gestabiliseerde uitgangsspanning, voor een forwardconverter met actieve clip

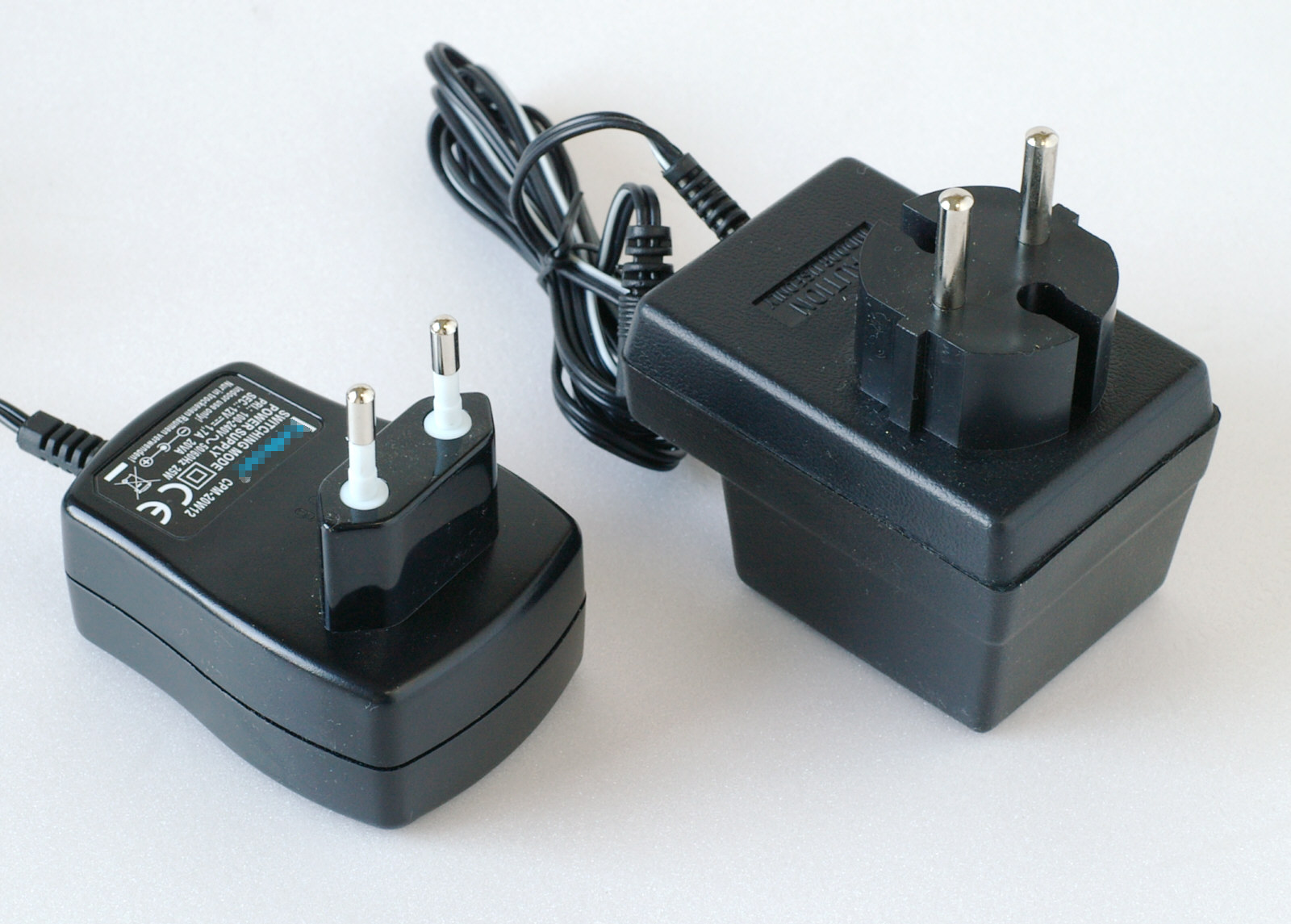
Stekkervoedingen. Links schakelende voeding van 20 W, rechts conventionele voeding met 3,6 W uitgangsvermogen

Een schakelende voeding (Engels: switched-mode power supply SMPS) is een voedingsapparaat dat onafhankelijk van de ingangsspanning en uitgangsbelasting een stabiele uitgangsspanning levert. De stabilisatie vindt plaats door de arbeidscyclus van geleiding van de schakeltransistor te regelen.

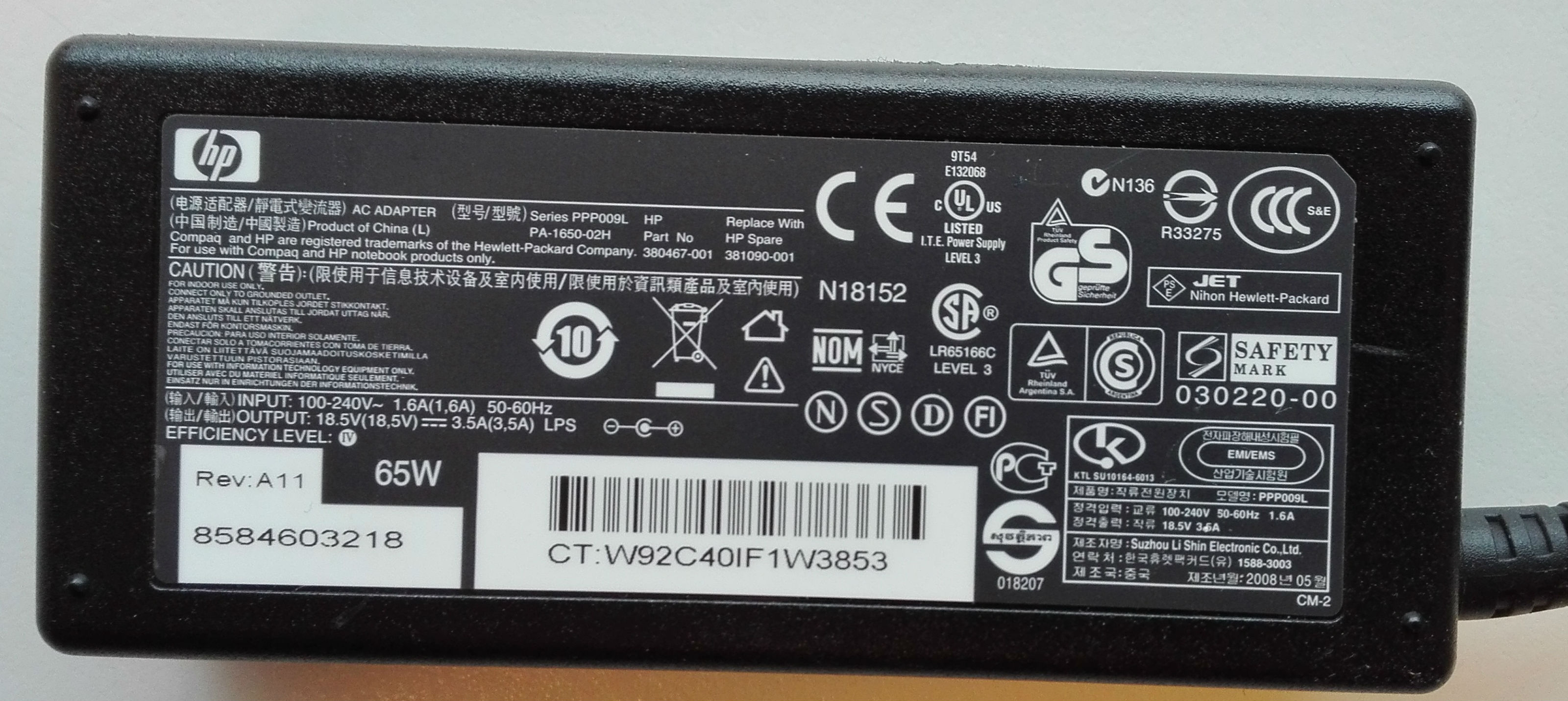
Laptopvoeding. Merk op het grote ingangsspanningsbereik: 100...240 VAC

## Werking van flyback en forwardconverter
De schakelende voeding, die gewoonlijk op netspanning wordt aangesloten, neemt de wisselstroom op uit het net en zet deze met een gelijkrichtbrug en een afvlakcondensator om in een gelijkspanning. Deze gelijkspanning wordt via een schakel-transistor hoogfrequent-pulserend aan de primaire wikkeling van een transformator met ferrietkern toegevoerd. De wikkelverhouding tussen de primaire en de secundaire wikkeling(en) bepaalt, net als bij een gewone blikpakkettransformator, de transformatieverhouding. Bij het eenvoudigste type omzetter, de flybackconverter, wordt de spanning van de secundaire wikkeling(en) van de transformator direct gelijkgericht en afgevlakt. Als de schakelaar gesloten is, loopt er een stroom door de primaire wikkeling waardoor energie in de kern wordt opgeslagen. De diode verhindert dat er een secundaire stroom loopt en de condensator ontlaadt zich over het aangesloten circuit. Als de schakelaar geopend wordt, dus als de schakeltransistor spert, zorgt de opgeslagen energie ervoor dat er een secundaire stroom gaat lopen, die via de diode de condensator oplaadt. Bij de forwardconverter zijn de secundaire wikkeling(en) van de transformator verbonden via gelijkrichtdiode(s) met secundaire afvlakspoel(en), gevolgd door secundaire afvlakcondensatoren en zijn nog extra vrijloopdiode(s) aangebracht. De stroom loopt in de secundaire gelijkrichtdiode(s) als de schakeltransistor in geleiding is. Als de schakeltransistor spert, geleiden de vrijloopdiode(s).
Door de arbeidscyclus (duty cycle) van de spanning, afkomstig van de primaire afvlakcondensator, op de primaire spoel van de transformator te variëren, door het in- en uitschakelen van een schakeltransistor, tegenwoordig meestal een MOSFET, kan de schakelende voeding zich aanpassen aan af- of toegenomen secundair vermogen en aan wisselende ingangsspanningen, zodat zelfs ingangsspanningbereiken van 100 tot 240 volt wisselspanning (wereldwijd te gebruiken) verwerkt kunnen worden. Dit aanpassen gebeurt door de uitgangsspanning te vergelijken met de gewenste waarde en bij afwijking van de gewenste waarde, de arbeidscyclus van geleiding van de schakeltransistor zo aan te passen, dat de gewenste spanning gehandhaafd blijft. Het variëren van de arbeidscyclus wordt pulsbreedtemodulatie genoemd.
Bij ouderwetse zogenoemde lineaire voedingen wordt eerst met een transformator de wisselspanning omgezet naar een gescheiden wisselspanning, die gelijkgericht en afgevlakt wordt. Deze spanning is zo gekozen dat bij de hoogste belasting en de laagste ingangsspanning deze nog net hoger is dan de gewenste stabiele uitgangsspanning. De stabilisatie gebeurt dan bijvoorbeeld door een spanningsregelaar.
Bij normale condities en vooral bij hoge ingangsspanning en zware belasting ontstaat er dan veel warmteontwikkeling in de spanningsregelaar, wat, samen met de verliezen in de transformator tot een laag rendement leidt. De schakeltransistor in een schakelende voeding is of een kortsluiting (zeer lage spanning, puls) of een open circuit (geen of zeer kleine lekstroom, pauze), dus weinig warmteontwikkeling. In de schakelmomenten ontstaan er wel verliezen, maar die kunnen vooral bij MOSFET's zeer laag gehouden worden, wat samen met de geringe verliezen in de kleine ferriettransformator tot een hoog rendement van de schakelende voeding kan leiden.
Vaak worden meerdere verschillende uitgangsspanningen opgewekt, zoals bij een pc-voeding (3,3 volt, 5 volt, 12 volt, −12 volt). Daartoe worden aan de meerdere secundaire spoelen van de transformator meerdere gelijkrichters gekoppeld, gevolgd door afvlakcondensatoren (flybackconverter). In geval van een zogenoemde forwardconverter worden aan meerdere secundaire wikkelingen van de transformator meerdere secundaire afvlakspoelen of één spoel met meerdere gekoppelde wikkelingen, en meerdere gelijkrichters en meerdere vrijloopdiodes aangebracht, gevolgd door meerdere kleine afvlakcondensatoren. Door de hoge frequenties die bij het transformeren worden gebruikt, zijn er geen grote secundaire afvlakcondensatoren nodig en treedt er ook geen brom op wanneer zo'n voeding voor een versterker gebruikt wordt. De afvlakcondensatoren zijn meestal elco's, die bij zware belasting een beperkte levensduur hebben.

## Variaties op de forwardconverter
De schakelende forwardvoeding wordt ook veel met twee schakeltransistoren (MOSFETs) uitgerust, een verbonden met de negatieve klem van de afvlakcondensator, en een met de positieve klem van de condensator. De andere einden zijn met de uiteinden van de primaire wikkeling van de transformator verbonden. Er zijn nu twee demagnetiseringsdiodes nodig. De transformator heeft geen aparte demagnetiseringswikkeling nodig. Voordeel is dat de MOSFETs maar de helft van de sperspanning nodig hebben als bij een single-ended forwardconverter. Verder ontstaan er bij het afschakelen van de MOSFETs geen overspanningen, de spanning wordt geclipt op de 400 volt van de afvlakcondensator.
Bij een single-ended forwardconverter ontstaan, vooral bij zware belasting, overspanningen op de wikkeling en daarmee op de MOSFET. Die kunnen wel 200 volt bedragen, waardoor de sperspanning kortstondig 1000 volt kan worden. Die spanningspiek kan verlaagd worden door een snubber aan te brengen. Dan kan de sperspanning bijvoorbeeld 850 volt bedragen. Nadeel is dat de snubber wel 2% tot 10% (bij lage belasting) van het ingangsvermogen in warmte omzet, dus een dienovereenkomstige daling van het rendement veroorzaakt.
Een andere variatie op de forwardconverter met demagnetiseringwikkeling is de forwardconverter met actief geschakelde clipcondensator.
Hierbij vervalt de demagnetiseringswikkeling, die wordt vervangen door een hulp-MOSFET (T2), die aan de ene kant met de drain van de schakeltransistor is verbonden en aan de andere kant met een clipcondensator. Het andere eind van de clipcondensator is via een stroommeetweerstand met de primaire nul van de gelijkspanning verbonden. De hulp-MOSFET geleidt als de schakeltransistor spert, en andersom.
In de sperperiode van de schakeltransistor, als de hulp-MOSFET geleidt, stelt zich een spanningsniveau in, zodanig dat de gemiddelde spanning gelijk is aan de gemiddelde spanning tijdens geleiding van de schakeltransistor. Het gevolg is dat de sperspanning van de schakeltransistor lager kan zijn. Bij een normale single-ended forwardconverter moet de sperspanning ruim 2 maal de gelijkspanning aan de ingang bedragen, dus bij 400 volt gelijkspanning is dat ruim 800 volt, met reserve 1000 volt. Bij de actieve clip hoeft dit slechts 560 volt te zijn, met reserve 800 V voor een ingangsspanning tussen 170 V en 400 V. De clipcondensator wordt relatief laag in capaciteitswaarde gekozen, zodat de converter relatief snel kan regelen, het gevolg is een gedeeltelijk sinusvormige spanning op de clipcondensator. De clipcondensator vormt een vrijwel niet gedempte LC-kring met de magnetiseringszelfinductie van de primaire wikkeling van de transformator. Via genoemde stroommeetweerstand, verbonden met een circuit dat de pulsfrequentie van de schakeltransistor beïnvloedt, kan oscillatie van de LC-kring voorkomen worden. De uitgangsspanning blijft regelbaar door arbeidscyclusregeling.

## Brugconverter
Bij brugconverters worden twee in serie geschakelde schakeltransistoren gebruikt. Bij een volle brugconverter wordt de 400 volt spanning op de afvlakcondensator aangeboden aan de beide uiteinden van de serieschakeling van transistoren. Het verbindingspunt van beide schakeltransistoren wordt verbonden met de primaire wikkeling van de transformator. Het andere einde van de primaire wikkeling wordt met een of meer koppelcondensatoren verbonden met de plus- en/of de min-klem van de afvlakcondensator. Regeling vindt nu plaats door de geleidingstijd van de low (source of emitter schakeltransistor verbonden met de min-klem) en de high (drain of collector schakeltransistor verbonden met de plus-klem) te variëren. De sequence is dan: low on, beide uit, high on, beide uit.
Bij een volle brug vervallen de koppelcondensatoren en wordt het andere einde van de primaire wikkeling verbonden met een tweede set schakeltransistoren. De schakelsequence kan dan zijn: low1 on en high2 on, low1 on en low2 on, high1 on en low2 on, high1 en high2 on.
Of: low1 on en high2 on, low 1 on en low2 on, high1 on en low2 on, low1 on en low 2 on. Het voordeel van de laatste methode is dat de high transistoren altijd gepulst worden, zodat er voor de aansturing een transformator kan worden toegepast, en de low side kan dan galvanisch met de negatieve klem van de primaire voeding worden verbonden, zodat de stuurelektroden (gate of basis) van de low side direct galvanisch met de stuurschakeling verbonden kunnen worden.
De brugconverters hebben ook een ander secundair circuit: in plaats van een enkele secundaire wikkeling wordt een wikkeling met middenaftakking gebruikt. De middenaftakking wordt met de - (0 volt) van de uitgang verbonden en beide uiteinden van de wikkeling worden met gelijkrichtdiodes met de afvlakspoel verbonden. Er is geen vrijloopdiode nodig.

## Resonante converter
Er bestaat een grote variëteit in resonante converters. Zowel serieresonantie als parallelresonantie wordt toegepast, vaak in één converter. De regeling vindt nu niet plaats door arbeidscyclusregeling, zoals hiervoor beschreven, maar in het algemeen, zeker voor brugconverters, door frequentieregeling. Men streeft hierbij naar lagere RF-emissies en naar lagere schakelverliezen. Dat laatste wordt bereikt door bij relatief lage stroom te schakelen, of door de dV/dt over de schakeltransistor sterk te beperken. Conventionele SMPS hebben vaak 4000 V/μs stijgsnelheid van de spanning bij het afschakelen. In een resonante converter kan dit beperkt worden tot bijvoorbeeld 100 V/μs.
In het algemeen hebben resonante converters veel lagere verliezen in de schakeltransistoren, vooral bij zeer grote vermogens, waar IGBT's worden gebruikt en relatief kleine RFI-filters voor de ontstoring vergeleken met een PWM-SMPS van hetzelfde vermogen. De resonantiekringen veroorzaken echter relatief grote blindstromen, waardoor relatief grote spoelen en transformatoren nodig zijn, met meer verlies dan bij de PWM-SMPS, tenzij de schakelfrequentie wordt opgevoerd. Ook de resonantiecondensatoren nemen, zeker als ze goed gedimensioneerd zijn voor een lange levensduur, ruimte in beslag. Al met al: resonante converters zijn meestal wat groter dan hun PWM-SMPS-evenbeeld. Het rendement kan in principe wat hoger uitvallen dan dat van een goede PWM-SMPS, 93% resonant tegen 90% PWM. De resonante converters zijn wat zwaarder en hebben grotere afmetingen dan PWM voor hetzelfde vermogen. Het regelen (regelstabiliteit) van resonante converters is een stuk lastiger dan van een PWM-SMPS. Resonante converters kunnen vaak zonder geforceerde koeling uitkomen, wat gunstig is voor de levensduur.
Een speciale groep converters voor vermogens tot 600 watt zijn DC/DC-converters, die op zeer hoge frequenties werken boven 1 MHz. Deze werken ook resonant, omdat anders de MOSFETs bij het schakelen grote verliezen zouden hebben. Een andere bijzonderheid is dat uitsluitend keramische condensatoren worden toegepast, hetgeen betrouwbare werking bij hoge temperaturen mogelijk maakt.

## DC-DC-converter
Er bestaan ook schakelende voedingen die binnen gelijkspanningsnetten gebruikt worden om spanningen omhoog of omlaag te transformeren (DC-DC-converters). Zij berusten op hetzelfde principe, maar hebben aan de ingang dan geen gelijkrichter en grote afvlakcondensator nodig. Voorbeelden zijn de hoogspanningstransformator voor beeldbuistelevisies, en de DC-DC-ingangsconverter van omvormers, die zonnepaneelvermogen aan het wisselspanningsnet terug leveren. Deze ingangsconverter stelt zich zo in, dat de verhouding van stroom en spanning, die de in serie geschakelde zonnepanelen leveren, zich in het maximale vermogenspunt instelt. De instelling van de converter wordt gedaan door een Maximum Power Point Tracker (MPPT), die de aan/uit-verhouding van de DC-DC-converter beïnvloedt.

## Elektronisch voorschakelapparaat
Schakelende omvormers zijn ook aanwezig als elektronisch voorschakelapparaat in de tl-armaturen in treinen, en in lcd-monitoren, en in netgevoede elektronische voorschakelapparaten. Bij de eerste twee genoemde toepassingen is de voedingsspanning gelijkspanning, die in treinen en lcd-monitoren aanwezig is, zodat geen gelijkrichter en afvlakcondensator nodig is, en ook geen PFC-schakeling, die verderop beschreven wordt. Deze omvormers zetten de gelijkspanning aan de ingang of op de afvlakcondensator bij wisselspanning gevoede voorschakelapparaten om in een hoogfrequent wisselspanning tussen 20 en 100 kHz. Ze hebben doorgaans twee in serie geschakelde schakeltransistoren, die beurtelings in geleiding gebracht worden, een zogenoemde push-pulltrap, zodat een blokvormige spanning ontstaat. Deze blokvormige spanning wordt via een lampspoel met de te voeden lamp verbonden. De lampspoel filtert de hogere harmonischen uit de spanning en begrenst en stabiliseert de lampstroom, hetgeen door de negatieve inwendige weerstand van een gasontladingslamp, zoals een tl-buis, nodig is. Aan de uitgang, parallel aan de lamp, wordt nog een resonantiecondensator geschakeld. Als de lamp nog niet aan is en nog hoogohmig is, gaat de LC-kring, die gevormd wordt door lampspoel en resonantiecondensator resoneren, waardoor de spanning tot een hoge waarde opgeslingerd wordt, zodat de lamp ontsteekt. Nieuwe net-gevoede tl-armaturen in gebouwen en op straat hebben tegenwoordig dergelijke elektronische voorschakelapparaten. Bij warm ontstoken lampen zijn extra wikkelingen op de lampspoel aangebracht, waarmee de gloeidraden worden voorverhit, voordat de hoge lampspanning wordt aangeboden. Soms wordt dit gedaan door de blokvormige spanning op de push-pulltrap, geschakeld via een klein gloeistroomtrafootje aan de gloeidraden van de tl-buis aan te bieden. Tijdens het voorgloeien wordt de frequentie van de omvormer ruim boven de resonantiefrequentie gehouden, zodat de uitgangsspanning laag blijft en de lamp niet voortijdig ontsteekt. Als de gloeidraden voldoende zijn verhit wordt het signaal naar de gloeistroomtrafo afgeschakeld, en wordt de frequentie naar beneden geregeld tot dicht bij het resonantiepunt, waarna de lampen ontsteken. In normaal bedrijf kan de frequentie nog verder naar beneden geregeld worden, waardoor de radiofrequente emissies afnemen. De stroom wordt dan bij benadering driehoekvormig, maar dat is voor de lamp geen nadeel. Bovendien kan op deze wijze een zeer kleine lampspoel gebruikt worden, hetgeen in lage verliezen en een hoog rendement resulteert. Zo kan de resonantiefrequentie op 100 kHz ingesteld worden, de voorgloeifrequentie op 140 kHz, en de werkfrequentie op 30 kHz.

## PFC
Van verlichtingsapparaten met een ingangsvermogen van meer dan 25 watt, aangesloten op het openbare wisselspanningsnet, moet de ingangsstroom wat de vervorming en de harmonischen betreft voldoen aan de eisen van norm IEC/EN 61000-3-2. Aan de klasse C kan alleen voldaan worden als na de ingangsbruggelijkrichter van het elektronische voorschakelapparaat niet direct de afvlakcondensator volgt, maar eerst een extra schakelende omvormer, de Power Factor Corrector (PFC). Deze wordt zo geregeld dat de ingangsstroom vrijwel sinusvormig is en in fase met de ingangsspanning. PFC-schakelingen worden als transformatorloze boostconverter (ze verhogen de spanning op de ingang) uitgevoerd en hebben alleen een spoel, een schakeltransistor (MOSFET) en een enkele hoogfrequent gelijkrichter. De kathode van de hoogfrequent gelijkrichter is verbonden met de netafvlakcondensator, die voor dezelfde 100 Hz-rimpel kleiner gehouden kan worden dan wanneer alleen een gelijkrichter wordt toegepast. De spanning op de afvlakcondensator ligt voor 230 V wisselspanning op 400 volt, in tegenstelling tot alleen een gelijkrichter aan de ingang: daarbij ligt de spanning op de afvlakcondensator rond de 300 volt. Ook in "gewone" schakelende voedingen wordt tegenwoordig vaak een PFC-schakeling toegepast om te kunnen voldoen aan de eisen die aan de ingangsstroom worden gesteld door norm IEC/EN 61000-3-2. Een PFC is ook vereist voor andere "massa-electronica", zoals tv-apparaten en wasmachines, hoewel deze in een andere apparatuurklasse vallen. Klasse A: huishoudelijke apparatuur met een vermogen van 600 watt of meer, inclusief driefasenapparaten, klasse C: verlichting als hierboven omschreven, klasse D: apparatuur met een vermogen minder dan 600 watt, tv-apparaten, pc's en laptopvoedingen. Bij de eerder beschreven flyback- en forwardconverters is deze PFC niet getoond. Hij wordt tussen de netgelijkrichter en de primaire afvlakcondensator geschakeld. Bij betrekkelijk gering vermogen is dit ook niet nodig: als 150 Hz-component < 2,3 A, 250 Hz < 1,14 A en 350 Hz < 0,77A hoeft geen PFC te worden toegepast.

## Voordelen
- Hoog rendement, door lage verliezen
- Geen "bromeffecten" in audio-apparatuur
- Groot ingangsspanningsbereik mogelijk, waardoor apparatuur wereldwijd verkocht en gebruikt kan worden
- Veel lager gewicht en kleinere afmetingen dan een lineaire voeding met 50/60 Hz transformator met hetzelfde uitgangsvermogen

## Nadelen
- Moeilijk te repareren, bij onvakkundig uitgevoerde reparaties kan een onveilige situatie ontstaan, en kan mogelijk niet meer worden voldaan aan de emissie- en immuniteitseisen. Bij een defect in de schakeltransistor dient de voeding naar de fabrikant of een door de fabrikant gecertificeerd reparatiehuis te worden gestuurd.
- Indien niet goed ontworpen veroorzaken ze radiostoring in het middenfrequent-gebied, die nadelig kan zijn voor geluidsdoeleinden bij gevoelige versterkers en storing kan veroorzaken bij de ontvangst van radiosignalen. Voedingen moeten echter voldoen aan strenge emissienormen (Elektromagnetische interferentie), zoals bijvoorbeeld vastgelegd in Europese norm IEC/EN61000-6-3, en audioapparatuur moet tevens voldoen aan immuniteitseisen volgens IEC/EN 61000-6-1. Voedingen, die aan deze norm voldoen, zullen weinig problemen veroorzaken. Er is echter nog veel apparatuur op de markt die niet aan de norm voldoet. Het goed ontstoren, zodat aan de norm wordt voldaan, maakt de voedingen wel duurder. Voor de immuniteit van audioapparatuur geldt hetzelfde.
- Goedkope voedingen hebben vaak een korte levensduur, doordat de toegepaste elco's zeer zwaar belast worden, vooral bij flybackconverters (secundaire afvlakking). Dit leidt tot vroege uitval, maar kan gemakkelijk gerepareerd worden, vooropgesteld dat men aan het juiste type condensator kan komen. Ook in flybacktrafo's kunnen hotspots ontstaan door wervelstromen in de wikkeling, die boven de luchtspleet in het middenbeen van de trafo ligt. Dit leidt op termijn tot windingsluiting in de primaire wikkeling. Als de schakeltransistor dit overleeft, is voor reparatie een nieuwe trafo nodig. Goedkope voedingen gebruiken vaak zeer sterke, geforceerde koeling met een ventilator, en hebben vaak maar een matig rendement van bijvoorbeeld 70%, tegen 90% voor een passief gekoelde voeding. Naast het hinderlijke geluid dat een ventilator maakt, is ook de levensduur van een goedkope ventilator beperkt tot bijvoorbeeld 10 000 uur.